# Katharine Hayhoe
Katharine Hayhoe (nata Katharine Anne Scott Hayhoe); Toronto, 15 aprile 1972) è un'astrofisica e climatologa canadese, docente di politica pubblica al Dipartimento di Scienze politiche della Texas Tech University. Nel 2021 è stata nominata capo-scienziata per la conservazione della natura.

## Biografia
Hayhoe è nata il 15 aprile 1972, a Toronto, Ontario.  Suo padre, Doug Hayhoe, era un educatore scientifico e missionario evangelico.  Quando Hayhoe aveva nove anni, la sua famiglia si trasferì a Cali, in Colombia, dove i suoi genitori fecero i missionari e gli educatori.
Hayhoe ha conseguito la laurea in fisica e astronomia presso l'Università di Toronto nel 1994. Ha iniziato la sua carriera universitaria studiando astrofisica, ma dopo aver seguito un corso di scienze del clima per soddisfare un requisito del corso, ha spostato la sua attenzione sulla scienza atmosferica, settore in cui si è specializzata ottenendo un Master in Scienze e il Dottorato in Filosofia frequentando l'Università dell'Illinois a Urbana-Champaign. Il comitato per il dottorato era presieduto da Donald Wuebbles, che le affidò un progetto di ricerca che valutasse la salute dei Grandi Laghi.  Wuebbles l'ha anche presentata alla Union of Concerned Scientists, un'organizzazione di difesa della scienza senza scopo di lucro.

## Carriera nella ricerca
Hayhoe lavora presso Texas Tech dal 2005.  È autrice di oltre 120 pubblicazioni. È stata anche coautrice di alcuni rapporti per il Programma di ricerca sul cambiamento globale degli Stati Uniti e di alcuni rapporti della National Academy of Sciences, tra cui il terzo National Climate Assessment, pubblicato il 6 maggio 2014. Poco dopo la pubblicazione del rapporto, Hayhoe ha detto: "Il cambiamento climatico è qui e ora, e non in un tempo o in un luogo lontano", aggiungendo che "le scelte che stiamo facendo oggi avranno un impatto significativo sul nostro futuro"." Ha anche lavorato come revisore esperto per il Gruppo intergovernativo sui cambiamenti climatici.
Il 16 settembre 2019, Hayhoe è stata nominata uno dei "Campioni della Terra" delle Nazioni Unite nella categoria scienza e innovazione.

## Vita privata
Ha incontrato suo marito, Andrew Farley, mentre studiava all'Università dell'Illinois. Farley è professore associato di Linguistica Applicata alla Texas Tech University, e Lead Pastor di Church Without Religion,  una chiesa evangelica a Lubbock, Texas. Hayhoe, anche lei cristiana evangelica, ha affermato che ammettere la sua vita di cristiana e di scienziata è "come uscire allo scoperto" e attribuisce a suo padre, diventato professore di educazione al Tyndale University College and Seminary di Toronto, una convinzione di cui lei è certa e cioè che scienza e religione non debbano entrare in conflitto tra loro.

## Opere
- Hayhoe, Katharine; Farley, Andrew, Un clima per il cambiamento: fatti sul riscaldamento globale per decisioni basate sulla fede,  FedeParole, 2009 ISBN 978-0-446-54956-1
- Kotamarthi, Rao; Hayhoe, Katherine; Mearns, Linda O; Wuebbles, Donald J; Jacobs, Jennifer; Jurado, Jennifer, Tecniche di downscaling per proiezioni climatiche ad alta risoluzione: dal cambiamento globale agli impatti locali, Cambridge University Press, 5 febbraio 2021 ISBN 978-1-108-60126-9
- Hayhoe, Katharine (21 settembre 2021). Salvandoci: il caso di uno scienziato del clima per la speranza e la guarigione in un mondo diviso (prima ed.) New York, 2021 ISBN 978-1-9821-4383-1